# Miura (gruppo musicale)
I Miura è stato un gruppo musicale rock italiano nato nel 2003 dalle ceneri dei Timoria. Il gruppo si è poi sciolto nel 2010.

## Storia

### Origini e precedenti
Se El Topo Grand Hotel (Universal, 2001) fu l'album di maggior successo dei Timoria dopo l'abbandono di Renga, il film Un Aldo qualunque del 2002, che vedeva Omar Pedrini anche come attore, segnò la fine della band e l'inizio della carriera solista del cantante in veste melodica. Fu in questo contesto che il bassista Illorca ed il batterista Diego Galeri fondarono i Miura nel 2003 chiamando a suonare con loro il chitarrista Killa (ex Zona e Alligator). Ai tre, si aggiunge il cantante, Jack, giovane bresciano.

### 2004-2010: DaIn testaa3
Con questa formazione i Miura iniziarono ad incidere il loro primo album, che, a lavoro ormai concluso subì uno slittamento di qualche mese a causa di un incidente stradale che coinvolse Diego Galleri e Illorca;
In seguito al quale Pellegrini subisce gravi lesioni cerebrali, perdendo la memoria a breve termine e rimanendo costretto su una sedia a rotelle, terminando di fatto così la propria carriera musicale.
Fu così che In testa (Edel) inizialmente previsto nell'ottobre del 2004 fu pubblicato il 25 febbraio 2005.
Nell'aprile 2008, dopo il cambio di formazione (Max Tordini al posto di Jack) i Miura pubblicarono il loro secondo disco Croci per la Target. Agli 11 brani che compongono il disco parteciparono Walter Clemente (Deasonika), Moltheni, Lubjan, Marcello Todde (bassista dei Matra) che seguirà la band anche dal vivo, Mirko Venturelli (Giardini di Mirò), Pietro Canali, Steve Dal Col (Frigidaire Tango) e lo stesso produttore artistico Giorgio Canali. L'album, che presentava un rock deciso con tinteggiature tra new wave e rock psichedelico, vedeva anche la cover del brano Il cielo in una stanza di Gino Paoli.
Dopo un anno e mezzo circa, i Miura pubblicarono il loro terzo e ultimo album intitolato 3 improntato su sonorità crossover e pubblicato con la loro etichetta Prismopaco. La produzione stavolta è affidata a Giacomo Faenza. Marcello Todde suona quasi tutte le parti di basso. Dal vivo, il basso è suonato da Walter Clemente dei Deasonika. Il disco vede la forte presenza di chitarre pesanti e psichedeliche, quasi Stoner rock.

## Formazione

### Ultima formazione
- Max Tordini – voce (2007-2010)
- Diego Galeri – batteria (2003-2010)
- Marcello Todde – basso (2008-2010)
- Killa – chitarre (2003-2010)

### Collaboratori
- Luca Bona – basso (2005-2006) [8]
- Walter Clemente – basso (2009) [9]

### Ex componenti
- Carlo Alberto "Illorca" Pellegrini - basso, voce (2003-2004)
- Jack Piantoni – voce (2003-2006)

## Discografia
- 2005 – In testa (Edel)
- 2008 – Croci (Target)
- 2009 – 3 (Prismopaco)